# Gdański Business Center
Gdański Business Center – kompleks czterech budynków biurowych zbudowany przez HB Reavis w okolicach ulic Inflanckiej i Andersa na warszawskim Muranowie. Inwestycja powstała na terenie dawnej zajezdni Miejskich Zakładów Autobusowych „Inflancka”.

## Opis
Pierwsza faza zaprojektowana przez E&L Architects powstała w 2014 roku, natomiast za projekt ukończonego w 2016 drugiego etapu odpowiadała pracownia Hermanowicz Rewski Architekci. Gdański Business Center został zrealizowany zgodnie z wymogami certyfikatu ekologicznego BREEAM na poziomie Excellent.
W parterach budynków znajdują się restauracje, kawiarnie oraz sklepy, podczas gdy na wyższych kondygnacjach powstały zielone tarasy. Wokół budynków zaprojektowano ogólnodostępny dziedziniec rekreacyjny z elementami zieleni i małej architektury. Na miejscu działa również przedszkole z własnym placem zabaw.
Na co dzień w Gdański Business Center pracuje ponad 9 600 osób – swoje biura posiadają tu przedsiębiorstwa z sektora nowych technologii, mediów, usług wspólnych i finansowych.
Między budynkiem A a wejściem do stacji Dworzec Gdański zbudowane zostały schody, które znacznie skracają dojście do pierwszej linii metra. Oprócz metra w sąsiedztwie znajdują się przystanki kilkunastu linii autobusowych i tramwajowych, stacja kolejowa Warszawa Gdańska oraz wypożyczalnia miejskich rowerów Veturilo.